# Joe Beimel
Joseph Ronald Beimel (né le 19 avril 1977 à St. Marys, Pennsylvanie, États-Unis) est un lanceur de relève gaucher de la Ligue majeure de baseball. 

## Biographie
Le 31 juillet 2009, Beimel passe de Washington au Colorado en retour des lanceurs des ligues mineures Ryan Mattheus et Robinson Fabian.
Il rejoint les Pirates de Pittsburgh le 28 janvier 2011. Il effectue 35 sorties en relève pour les Pirates durant la saison 2011, affichant une moyenne de points mérités de 5,33 en 25 manches et un tiers au monticule. Il est libéré de son contrat le 30 août.
Le 6 février 2012, il signe un contrat des ligues mineures avec les Rangers du Texas. Il est libéré par les Rangers le 26 mars durant l'entraînement de printemps. Il rate toute la saison 2012 après avoir subi en mai une opération de type Tommy John pour réparer un ligament du coude. En 2013, il joue en ligues mineures avec un club-école des Braves d'Atlanta et signe un janvier 2014 un contrat avec les Mariners de Seattle.
Le 1er avril 2014, Beimel dispute son premier match avec Seattle. C'est sa première partie jouée dans les majeures depuis le 22 août 2011. Il maintient une moyenne de points mérités de seulement 2,20 en 45 manches lancées avec les Mariners, pour qui il effectue 56 sorties en 2014. Il remporte trois matchs contre une défaite.
Il signe un contrat d'une saison avec les Rangers du Texas le 6 mars 2015. Il est libéré de ce contrat le 23 mars suivant, avant le début de la saison. Le 2 avril 2015, il signe un contrat des ligues mineures avec son ancien club, les Mariners de Seattle.

## Statistiques

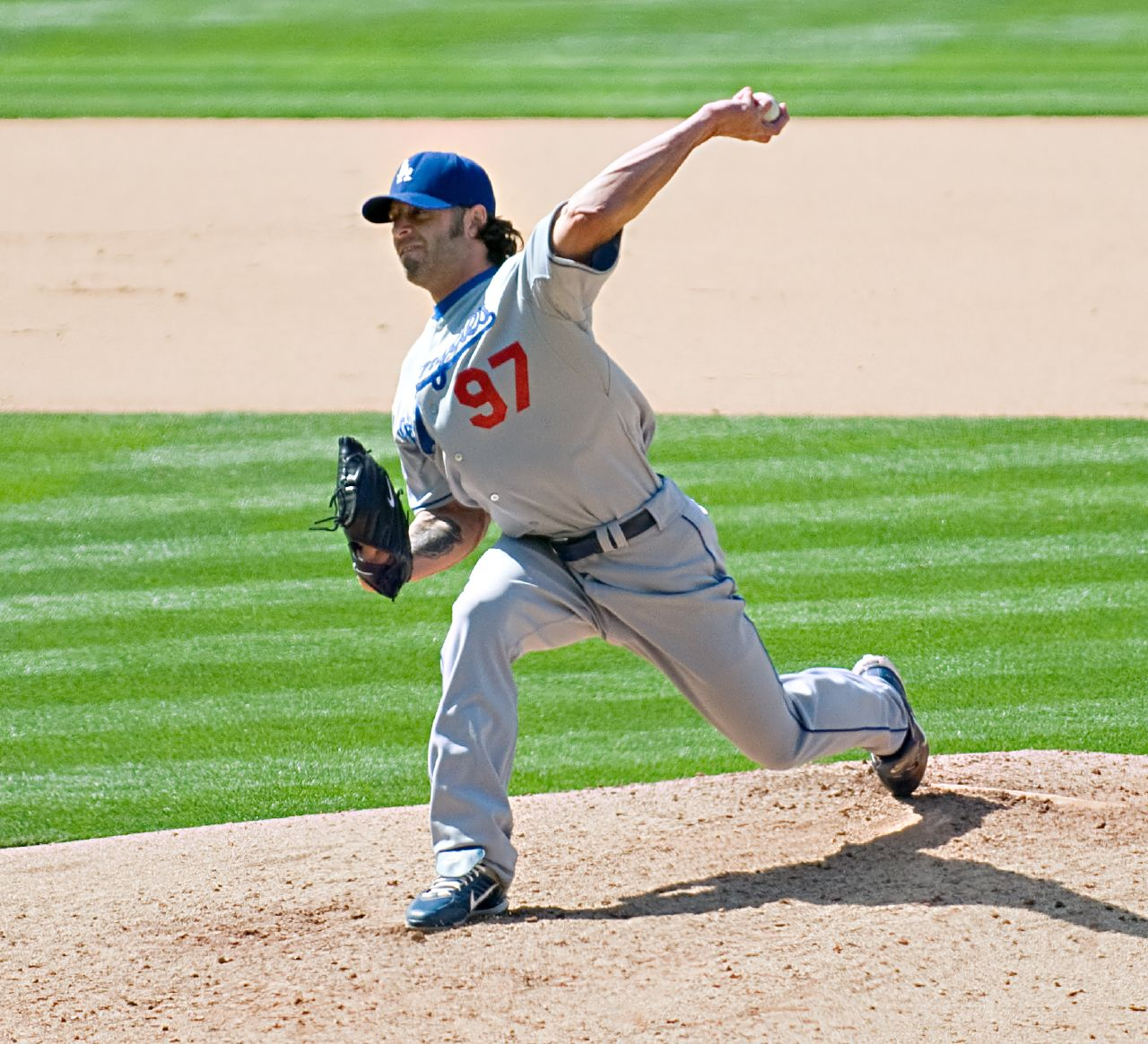
Joe Beimel avec les Dodgers en 2008.

| Saison | Équipe     | G   | GS | CG | SHO | V  | D  | SV | IP    | SO  | ERA   |
| ------ | ---------- | --- | -- | -- | --- | -- | -- | -- | ----- | --- | ----- |
| 2001   | Pittsburgh | 42  | 15 | 0  | 0   | 7  | 11 | 0  | 115.1 | 58  | 5,23  |
| 2002   | Pittsburgh | 53  | 8  | 0  | 0   | 2  | 5  | 0  | 85.1  | 53  | 4,64  |
| 2003   | Pittsburgh | 69  | 0  | 0  | 0   | 1  | 3  | 0  | 62.1  | 42  | 5,05  |
| 2004   | Minnesota  | 3   | 0  | 0  | 0   | 0  | 0  | 0  | 1.2   | 2   | 43,20 |
| 2005   | Tampa Bay  | 7   | 0  | 0  | 0   | 0  | 0  | 0  | 11.0  | 3   | 3,27  |
| 2006   | LA Dodgers | 62  | 0  | 0  | 0   | 2  | 1  | 2  | 70.0  | 30  | 2,96  |
| 2007   | LA Dodgers | 83  | 0  | 0  | 0   | 4  | 2  | 1  | 67.1  | 39  | 3,88  |
| 2008   | LA Dodgers | 71  | 0  | 0  | 0   | 5  | 1  | 0  | 49.0  | 32  | 2,02  |
| 2009   | Washington | 26  | 0  | 0  | 0   | 0  | 1  | 0  | 15.2  | 11  | 4,02  |
| 2009   | Colorado   | 45  | 0  | 0  | 0   | 1  | 5  | 1  | 39.2  | 24  | 3,40  |
| 2010   | Colorado   | 71  | 0  | 0  | 0   | 1  | 2  | 0  | 45.0  | 21  | 3,40  |
| Totaux | Totaux     | 532 | 23 | 0  | 0   | 23 | 31 | 4  | 562.1 | 315 | 4,16  |

| Saison | Équipe     | G | GS | CG | SHO | V | D | SV | IP  | SO | ERA  |
| ------ | ---------- | - | -- | -- | --- | - | - | -- | --- | -- | ---- |
| 2008   | LA Dodgers | 3 | 0  | 0  | 0   | 0 | 0 | 0  | 0.2 | 0  | 0,00 |
| 2009   | Colorado   | 3 | 0  | 0  | 0   | 0 | 0 | 0  | 0.2 | 0  | 0,00 |
| Totaux | Totaux     | 6 | 0  | 0  | 0   | 0 | 0 | 0  | 1.1 | 0  | 0,00 |

Note: G = Matches joués ; GS = Matches comme lanceur partant ; V = Victoires ; D = Défaites ; 
SV = Sauvetages ; IP = Manches lancées ; SO = retraits sur des prises ; ERA = Moyenne de points mérités.